# Прутовая
Прутовая — деревня в Енисейском районе Красноярского края России. Входит в состав Верхнепашинского сельсовета.

## География
Деревня находится в юго-восточной части района, на левом берегу реки Енисей, на расстоянии приблизительно 2 километров (по прямой) к юго-востоку от города Енисейска, административного центра района. Абсолютная высота — 97 метров над уровнем моря.
Климат
Климат характеризуется как резко континентальный, с морозной продолжительной зимой. Средняя температура самого тёплого месяца (июля) составляет 24,4 °С (абсолютный максимум — 37 °С). Средняя температура самого холодного месяца (января) — −27,7 °С (абсолютный минимум — −59 °С). Среднегодовое количество атмосферных осадков составляет 460 мм. В тёплый период года (с апреля по октябрь) выпадает около 77 % осадков.
Часовой пояс
Деревня Прутовая находится в часовой зоне МСК+4. Смещение применяемого времени относительно UTC составляет +7:00.

## История
Основана в 1426 году. По данным 1926 года в населённом пункте имелось 40 хозяйств и проживало 167 человек (83 мужчины и 84 женщины). В национальном составе населения того периода преобладали русские. В административном отношении являлась центром Прутовского сельсовета Енисейского района Красноярского округа Сибирского края. В советский период в деревне занимались коневодством (выращивали лошадей породы «Сибирский тяжеловоз») и откормом крупного рогатого скота.

## Население
| 2010 |
| ---- |
| 99   |

Гендерный состав
По данным Всероссийской переписи населения 2010 года в гендерной структуре населения мужчины составляли 50,5 %, женщины — соответственно 49,5 %.
Национальный состав
Согласно результатам переписи 2002 года, в национальной структуре населения русские составляли 90 % из 139 чел.

## Улицы
Уличная сеть деревни состоит из одной улицы (ул. Трактовая).